# Васил Димчев
Васил Иванов Димчев е български политик.

## Биография
Роден е в град Ески Заара на 13 юни 1862 г. Завършва право в Софийския университет и работи като адвокат. През 1896 година става редактор на вестник „Народен отзив“. Членува в Народната партия. Народен представител в IX ОНС (1 декември 1896 - 19 декември 1898), XI ОНС (22 февруари 1901-23 декември 1901), XII ОНС (22 април 1902-31 март 1903), XIV ОНС (15 юни 1908-15 февруари 1911), V ВНС (9 юни 1911-9 юли 1911), XV ОНС (15 октомври 1911-23 юли 1913), XXIII ОНС (20 август 1931-19 май 1934) и подпредседател на XXII ОНС (19 юни 1927-18 април 1931).
Деец е на Македоно-одринската организация. През април 1901 година е делегат на Осмия македоно-одрински конгрес от Старозагорското дружество.
През 1923 година става член на Демократическия сговор. В периода 1926-1932 година става почетен председател на бюрото на Демократическия сговор в родния си град.
Женен е за Мария Тошева, сестра на Андрей Тошев.
Умира в София на 27 ноември 1933 г.